# Итакарамби
Итакарамби (порт. Itacarambi) — муниципалитет в Бразилии, входит в штат Минас-Жерайс. Составная часть мезорегиона Север штата Минас-Жерайс. Входит в экономико-статистический микрорегион Жануария. Население составляет 19 159 человек на 2006 год. Занимает площадь 1252,074 км². Плотность населения — 15,3 чел./км².

## История
Город основан 30 декабря 1962 года. 

## Статистика
- Валовой внутренний продукт на 2003 год составляет 52 753 300,00 реалов (данные: Бразильский институт географии и статистики).
- Валовой внутренний продукт на душу населения на 2003 год составляет 2870,62 реалов (данные: Бразильский институт географии и статистики).
- Индекс развития человеческого потенциала на 2000 год составляет 0,622 (данные: Программа развития ООН).

## География
Климат местности: тропический.